# Маламокко
Маламокко (італ. Malamocco; лат. Metamauco; вен. Małamoco) — історичне поселення на острові Лідо в провінції Венеція, регіон Венето, Італія. Адміністративно входить до муніципалітету Лідо-Пеллестріна, який входить до складу комуни Венеція.

## Історія
Маламокко — одне з ранніх поселень Венеційської лагуни. Існувало з античності як порт Падуї. До міста можна було легко дістатися з інших важливих центрів, таких як Равенна, Альтіно та Аквілея по Попілієвій дорозі (лат. Via Popilia), побудованій при консулі Публії Попіллії в 132 році до н. е. Чисельність населення та значимість поселення зросла під час великого переселення народів, коли римське населення шукало прихистку на островах Венеційської лагуни від варварських навал на континентальну Італію.
В 742 році четвертий дож Венеційської республіки Теодато Іпато переніс свою резиденцію з Ераклеї в Маламокко.
Мешканці Маламокко виявили значну стійкість під час шестимісячної облоги міста королем Піпіном у ході Франксько-венеційської війни (809—810). Анджело Партичипаціо, що керував обороною Маламокко, був обраний 10-м венеційським дожем і після закінчення війни, в 811 році він ухвалив рішення перенести політичний центр з Маламокко, яке виявилося досить вразливим при атаці з моря, на більш захищений острів Рівоальто (Ріальто) у глибині лагуни.
Меламокко було зруйноване сином Анджело, дожем Джованні I Партичипаціо (829–836), коли він придушив повстання Обелеріо, який повернувся з вигнання і отримав підтримку містян Меламокко. Місто продовжувало бути населеним, але це була тінь колишньої столиці. Цей занепад досяг свого піку, коли в 1108 році монахи перебрались на острів Мурано, в 1109 році монахині монастиря святих Леона і Бассо (S.S. Leone e Basso) перебрались на острів Сан-Серволо, а між 1107 і 1110 роками резиденція єпархії була перенесена в Кіоджу. У 1116 році місто було затоплене в результаті надзвичайно катастрофічної повені.
Через рік місто почало відновлюватися на західному узбережжі Лідо (раніше воно розташовувалося на східному, Адріатичному березі). Це відповідає його сучасному розташуванню.
Важливим для поселення святом є Успіння Пресвятої Богородиці, що відзначається 15 серпня.

## Визначні пам'ятки
- Церква Санта-Марія Ассунта — будівництво XI століття, перебудована в XV—XVI століттях;
- Палац подесту (XV століття).

## Персоналії
- Доменіко Монегаріо (? — ?) — 6-й венеційський дож.